# Месанси
Месанси (на френски: Messancy) е селище в Южна Белгия, окръг Арлон на провинция Люксембург. Населението му е около 7300 души (2006).